# Zeeolifant (schip, 1923)
De Zeeolifant is een sloep waarmee de Zeevaartschool Abel Tasman in Delfzijl al vele jaren meedoet aan roeiraces. De sloep was oorspronkelijk eigendom van de Koninklijke Marine. De sloep is van het type Barkas BII en is in 1923 gebouwd op Rijkswerf Willemsoord in Den Helder.
Het FSN-nummer van de Zeeolifant is FSN005. In de jaren 40 van de twintigste eeuw is de sloep eigendom geworden van de zeevaartschool Abel Tasman te Delfzijl. ( Thans Noorderpoort Energy and Maritime).
De sloep wordt geroeid door studenten van de zeevaartschool, onder andere bij de Harlingen-Terschelling Roeirace.
De sloep is ontworpen met een kanon op de boeg, maar het blijkt niet uit de bouwtekening of het daarbij om een harpoen gaat.
Het is een barkas, een grote, zwaardere 'spiegelsloep'. Grotere schepen hadden vanaf de middeleeuwen achter of op het schip een 5-9 meter lang vaartuig, dat dienst deed bij het uitbrengen van ankers en trossen, om water en voedsel te halen of vracht over te brengen. Deze boot werd ook wel barkas genoemd.
De barkas is de grootste en zwaarste sloep. In de grootste barkassen konden in nood maximaal 64 personen worden vervoerd. Barkasroeier was bij de marine vroeger een scheldnaam voor een vlootpredikant en ook het werkwoord 'debarkeren' (van boord gaan) is van barkas afgeleid.